# コマルカ・デ・オルデス
コマルカ・デ・オルデス（Comarca de Ordes）はガリシア州ア・コルーニャ県のコマルカで、同県の中央部に位置する。
セルセーダ、フラーデス、メシーア、オルデス、オローソ、トルドイア、トラソの7自治体によって構成される。
隣接するコマルカは、北から西がコマルカ・デ・ベルガンティーニョス、北がコマルカ・ダ・コルーニャ、北から東がコマルカ・デ・ベタンソス、南がコマルカ・デ・アルスーア、南から西がコマルカ・デ・サンティアーゴ。
面積は754.7km²で、2010年の人口は38,734人（2009年：38,832人、2007年：38,412人）。コマルカの中心となっている地区は自治体オルデスのオルデス教区内のオルデス地区。

## 地理
| コマルカ・デ・オルデスの構成自治体（2010年）           |            |             |                    |
| 自治体                                                 | 人口（人） | 面積（km²） | 人口密度（人/km²） |
| セルセーダ                                             | 5,486      | 110.9       | 49.5               |
| フラーデス                                             | 2,648      | 81.7        | 32.4               |
| メシーア                                               | 2,918      | 106.8       | 27.3               |
| オルデス                                               | 12,868     | 157.3       | 81.8               |
| オローソ                                               | 7,050      | 72.1        | 97.8               |
| トルドイア                                             | 4,268      | 124.5       | 34.3               |
| トラソ                                                 | 3,496      | 101.4       | 34.5               |
| 計                                                     | 38,734     | 754.7       | 51.3               |
| 出典: INE（スペイン国立統計局）、IGE（ガリシア統計局） |            |             |                    |